# Arrondissement di Vienne
L'arrondissement di Vienne è un arrondissement dipartimentale della Francia situato nel dipartimento dell'Isère, nella regione dell'Alvernia-Rodano-Alpi.

## Storia
Fu creato nel 1800, sulla base dei preesistenti distretti.

## Composizione
L'arrondissement è diviso in 113 comuni raggruppati in 6 cantoni, elencati di seguito:
- cantone di Bièvre
- cantone di L'Isle-d'Abeau
- cantone di Roussillon
- cantone di La Verpillière
- cantone di Vienne-1
- cantone di Vienne-2